# Stygotantulus stocki
Stygotantulus stocki  (лат.) — вид паразитических ракообразных из подкласса тантулокарид (Tantulocarida). Описаны по двум особям — личинке и самцу — найденным в анхиалиновой пещере на острове Лансароте (Канарские острова). Длина тела личинки-тантулюса — 94 мкм, самца — 400 мкм. Паразиты веслоногих раков из отряда гарпактицид (Harpacticoida). Самец найден на анальном сегменте представителя семейства Canuellidae. Тантулюс был прикреплён к антеннулам сильно повреждённой при сборе гарпактициды, вероятно, принадлежащей или близкой к семейству Tisbidae. Тантулюсы Stygotantulus stocki рассматриваются в качестве самых мелких ракообразных.

## Этимология
Родовое название Stygotantulus образовано от др.-греч. στύξ — названия мифической подземной реки Стикс — и лат. tantulus — части названия подкласса Tantulocarida. Видовой эпитет stocki дан в честь Яна Хендрика Стока — нидерландского зоолога, впервые обнаружившего представителей этого вида.